# 밀리타

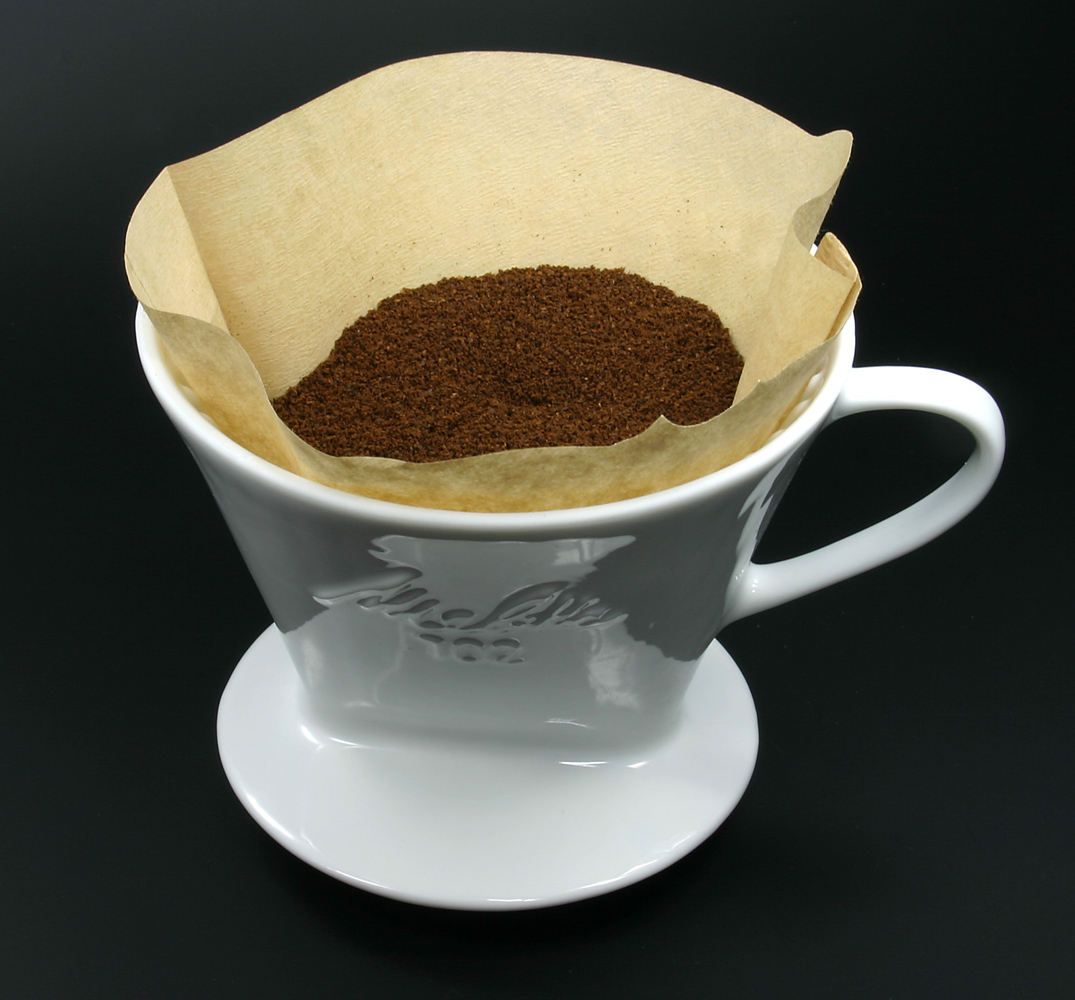
밀리타 커피 필터

밀리타(Melitta)는 독일의 밀리타 그룹(Melitta Group) 산하에서 커피, 커피 필터, 커피메이커를 만들어 세계 각국에 판매하는 기업이다. 최초로 커피 필터를 발명하여 드립 커피를 고안해 낸 밀리타 벤츠에 의해 설립되었다.

## 같이 보기
- 밀리타 벤츠